# Pro Patria et Libertate Sezione Calcio 1965-1966
Questa pagina raccoglie le informazioni riguardanti la Pro Patria et Libertate Sezione Calcio nelle competizioni ufficiali della stagione 1965-1966.

## Stagione
Nella stagione 1965-66 i bustocchi hanno conosciuto un'amara retrocessione: diciottesimi con 33 punti in classifica, sono scesi in Serie C con Monza e Trani. Il torneo cadetto ha promosso in Serie A il Venezia con 49 punti, il Lecco con 48 punti ed il Mantova con 46 punti.
Si riparte dall'allenatore Paolo Todeschini e con la cessione di Giancarlo Amadeo al Legnano, in entrata dal mercato arrivano il centrocampista Pietro Manzoni dal Como, gli attaccanti Camillo Baffi che rientra dal Brescia e Carlo Ceccotti in arrivo dall'Arezzo. La partenza del torneo è difficile, dopo sette giornate la squadra bustocca è ultima da sola con un punto in classifica, sulla panchina viene sollevato dall'incarico Paolo Todeschini, sostituito da Angelo Turconi, si assiste ad una leggera ripresa che permetterà alla Pro Patria di lottare fino all'ultima giornata del torneo, per ottenere una insperata salvezza. Il campionato si chiude con la vittoria con Alessandria (3-1), ma la vittoria del Pisa sul campo della già salva Reggiana, condanna alla Serie C la Pro Patria, e non si tratterà di un breve arrivederci dei tigrotti alla serie cadetta, che da allora non sarebbe stata più raggiunta.
In Coppa Italia la Pro Patria supera il Monza al primo turno, poi viene estromessa dal Potenza su sorteggio, dopo aver pareggiato (2-2) al termine dei tempi supplementari.

## Rosa
| N. |                   | Ruolo | Calciatore        |
| -- | ----------------- | ----- | ----------------- |
|    | Italia (bandiera) | A     | Camillo Baffi     |
|    | Italia (bandiera) | A     | Bruno Beretti     |
|    | Italia (bandiera) | P     | Luciano Bertoni   |
|    | Italia (bandiera) | P     | Luigi Bertossi    |
|    | Italia (bandiera) | C     | Vittorino Calloni |
|    | Italia (bandiera) | A     | Carlo Ceccotti    |
|    | Italia (bandiera) | D     | Pasquale Croci    |
|    | Italia (bandiera) | D     | Sergio Croci      |
|    | Italia (bandiera) | A     | Alberto Duvina    |
|    | Italia (bandiera) | C     | Renzo Locatelli   |
|    | Italia (bandiera) | C     | Pasquale Lombardi |

| N. |                   | Ruolo | Calciatore           |
| -- | ----------------- | ----- | -------------------- |
|    | Italia (bandiera) | C     | Pietro Manzoni       |
|    | Italia (bandiera) | C     | Franco Noal          |
|    | Italia (bandiera) | C     | Carlo Regalia        |
|    | Italia (bandiera) | C     | Giuseppe Recagno     |
|    | Italia (bandiera) | C     | Franco Rondanini     |
|    | Italia (bandiera) | A     | Piergiorgio Sartore  |
|    | Italia (bandiera) | D     | Giuseppe Taglioretti |
|    | Italia (bandiera) | P     | Giuseppe Tapella     |
|    | Italia (bandiera) | C     | Pietro Tumiati       |
|    | Italia (bandiera) | D     | Alberto Vivian       |
|    | Italia (bandiera) | D     | Vittorio Zappella    |

## Risultati

### Serie B

#### Girone di andata
| Arbitro: | Picasso (Chiavari) |

|             |           |  |
| Jonsson 39’ | Marcatori |  |

| Arbitro: | Genel (Trieste) |

|             |           |                  |
| Sartore 59’ | Marcatori | 43’, 82’ Clerici |

| Arbitro: | Toselli (Cormons) |

|           |           |  |
| Cosma 59’ | Marcatori |  |

| Arbitro: | Frullini (Firenze) |

|             |           |                |
| Sartore 77’ | Marcatori | 67’ Maschietto |

| Arbitro: | Bigi (Padova) |

|                     |           |  |
| Ferrario 77’ (rig.) | Marcatori |  |

| Arbitro: | Piantoni (Terni) |

|                         |           |           |
| Bui 18’, 25’ Vanini 31’ | Marcatori | 10’ Baffi |

| Arbitro: | Picasso (Chiavari) |

|  |           |                    |
|  | Marcatori | 75’ (rig.) Bramati |

| Potenza 24 ottobre 1965 8ª giornata | Potenza         | 0 – 0 | Pro Patria | Stadio Alfredo Viviani\| Arbitro: \| Giunti (Arezzo) \| |
| Arbitro:                            | Giunti (Arezzo) |       |            |                                                         |

| Busto Arsizio 31 ottobre 1965 9ª giornata | Pro Patria     | 0 – 0 | Trani | Stadio Comunale\| Arbitro: \| Cimma (Biella) \| |
| Arbitro:                                  | Cimma (Biella) |       |       |                                                 |

| Arbitro: | Fiduccia (Marsala) |

|                       |           |                  |
| Baffi 24’ Sartore 49’ | Marcatori | 53’ De Dominicis |

| Arbitro: | Orlando (Bergamo) |

|              |           |            |
| Maggioni 84’ | Marcatori | 85’ Duvina |

| Arbitro: | Marengo (Chiavari) |

|           |           |  |
| Baffi 66’ | Marcatori |  |

| Arbitro: | Camozzi (Porto d'Ascoli) |

|                                                   |           |                               |
| Colautti 20’ Console 34’, 66’ Lombardo 44’ (rig.) | Marcatori | 25’ (aut.) Cairoli 57’ Vivian |

| Busto Arsizio 5 dicembre 1965 14ª giornata | Pro Patria        | 0 – 0 | Modena | Stadio Comunale\| Arbitro: \| Toselli (Cormons) \| |
| Arbitro:                                   | Toselli (Cormons) |       |        |                                                    |

| Arbitro: | A. Canova (Bologna) |

|  |           |                              |
|  | Marcatori | 24’ (aut.) Frezza 38’ Duvina |

| Arbitro: | Nobilia (Roma) |

|                       |           |  |
| Bettini 55’ Troja 86’ | Marcatori |  |

| Arbitro: | Politano (Cuneo) |

|           |           |  |
| Vivian 8’ | Marcatori |  |

| Arbitro: | Camozzi (Porto d'Ascoli) |

|            |           |              |
| Duvina 24’ | Marcatori | 45’ Piccioni |

| Alessandria 16 gennaio 1966 19ª giornata | Alessandria        | 0 – 0 | Pro Patria | Stadio Giuseppe Moccagatta\| Arbitro: \| Fiduccia (Marsala) \| |
| Arbitro:                                 | Fiduccia (Marsala) |       |            |                                                                |

#### Girone di ritorno
| Arbitro: | Palazzo (Palermo) |

|                      |           |                                |
| Duvina 4’ Vivian 58’ | Marcatori | 21’, 76’ Santon 29’ Di Giacomo |

| Arbitro: | Roversi (Bologna) |

|                                      |           |             |
| Clerici 15’ Pasinato 51’ Incerti 59’ | Marcatori | 16’ Beretti |

| Arbitro: | Nobilia (Roma) |

|                                             |           |  |
| Castellani 28’ (aut.) Baffi 34’ Beretti 85’ | Marcatori |  |

| Arbitro: | Di Tonno (Lecce) |

|         |           |  |
| Sega 7’ | Marcatori |  |

| Arbitro: | Barolo (Bassano del Grappa) |

|           |           |             |
| Baffi 44’ | Marcatori | 56’ Rigotto |

| Arbitro: | Sbardella (Roma) |

|                                   |           |         |
| Sartore 62’ Beretti 65’ Baffi 78’ | Marcatori | 64’ Bui |

| Arbitro: | Angonese (Mestre) |

|             |           |            |
| Bramati 55’ | Marcatori | 87’ Vivian |

| Arbitro: | Barolo (Bassano del Grappa) |

|                       |           |  |
| Sartore 25’ Baffi 86’ | Marcatori |  |

| Arbitro: | Sbardella (Roma) |

|                                 |           |                         |
| Vanzini 27’ Galvanin 80’ (rig.) | Marcatori | 82’ Duvina 88’ Lombardi |

| Arbitro: | Monti (Ancona) |

|                             |           |                    |
| Strucchi 61’ G. Calloni 66’ | Marcatori | 73’ (rig.) Sartore |

| Arbitro: | Politano (Cuneo) |

|  |           |                             |
|  | Marcatori | 43’ Maggioni 60’, 90’ Vigni |

| Arbitro: | Fiduccia (Marsala) |

|                                                                    |           |             |
| Neri 7’ Mencacci 17’, 52’ Spagni 55’ Mazzola 75’ Vivian 80’ (aut.) | Marcatori | 60’ Sartore |

| Busto Arsizio 8 maggio 1966 32ª giornata | Pro Patria     | 0 – 0 | Livorno | Stadio Comunale\| Arbitro: \| Vitullo (Roma) \| |
| Arbitro:                                 | Vitullo (Roma) |       |         |                                                 |

| Arbitro: | Acernese (Roma) |

|                                     |           |  |
| Damiano 20’, 56’ Conti 32’ Toro 88’ | Marcatori |  |

| Arbitro: | De Robbio (Torre Annunziata) |

|                       |           |             |
| Vivian 47’ Duvina 73’ | Marcatori | 88’ Novelli |

| Arbitro: | Angonese (Mestre) |

|                         |           |             |
| Recagno 17’ Regalia 73’ | Marcatori | 68’ Tinazzi |

| Arbitro: | Gonella (Torino) |

|            |           |                |
| Baveni 73’ | Marcatori | 80’ V. Calloni |

| Messina 12 giugno 1966 37ª giornata | Messina        | 0 – 0 | Pro Patria | Stadio Giovanni Celeste\| Arbitro: \| Vitullo (Roma) \| |
| Arbitro:                            | Vitullo (Roma) |       |            |                                                         |

| Arbitro: | Di Tonno (Lecce) |

|                                 |           |              |
| Sartore 8’ Duvina 20’ Baffi 33’ | Marcatori | 73’ Ragonesi |

### Coppa Italia
| Arbitro: | Barolo (Bassano del Grappa) |

|           |           |                       |
| Vigni 66’ | Marcatori | 68’ Recagno 92’ Baffi |

| Arbitro: | De Robbio (Torre Annunziata) |

|                      |           |                               |
| Carioli 17’ Lodi 89’ | Marcatori | 26’ (aut.) Merkuza 64’ Duvina |

## Statistiche

### Statistiche di squadra
| Competizione | Punti | In casa | In casa | In casa | In casa | In casa | In casa | In trasferta | In trasferta | In trasferta | In trasferta | In trasferta | In trasferta | Totale | Totale | Totale | Totale | Totale | Totale | DR  |
| Competizione | Punti | G       | V       | N       | P       | Gf      | Gs      | G            | V            | N            | P            | Gf           | Gs           | G      | V      | N      | P      | Gf     | Gs     | DR  |
| ------------ | ----- | ------- | ------- | ------- | ------- | ------- | ------- | ------------ | ------------ | ------------ | ------------ | ------------ | ------------ | ------ | ------ | ------ | ------ | ------ | ------ | --- |
| Serie B      | 33    | 19      | 9       | 6       | 4       | 25      | 17      | 19           | 1            | 7            | 11           | 13           | 33           | 38     | 10     | 13     | 15     | 38     | 50     | -12 |
| Coppa Italia |       | -       | -       | -       | -       | -       | -       | 2            | 1            | 1            | 0            | 4            | 3            | 2      | 1      | 1      | 0      | 4      | 3      | +1  |
| Totale       |       | 19      | 9       | 6       | 4       | 25      | 17      | 21           | 2            | 8            | 11           | 17           | 36           | 40     | 11     | 14     | 15     | 42     | 53     | -11 |

### Statistiche dei giocatori
| Giocatore      | Serie B  | Serie B | Coppa Italia | Coppa Italia | Totale   | Totale |
| Giocatore      | Presenze | Reti    | Presenze     | Reti         | Presenze | Reti   |
| -------------- | -------- | ------- | ------------ | ------------ | -------- | ------ |
| C. Baffi       | 28       | 8       | ?            | ?            | 28+      | 8+     |
| B. Beretti     | 19       | 3       | ?            | ?            | 19+      | 3+     |
| L. Bertoni     | 12       | -25     | ?            | ?            | 12+      | -25+   |
| L. Bertossi    | 23       | -20     | ?            | ?            | 23+      | -20+   |
| V. Calloni     | 38       | 1       | ?            | ?            | 38+      | 1+     |
| C. Ceccotti    | 13       | 0       | ?            | ?            | 13+      | 0+     |
| P. Croci       | 21       | 0       | ?            | ?            | 21+      | 0+     |
| S. Croci       | 11       | 0       | ?            | ?            | 11+      | 0+     |
| A. Duvina      | 31       | 6       | ?            | ?            | 31+      | 6+     |
| R. Locatelli   | 3        | 0       | ?            | ?            | 3+       | 0+     |
| P. Lombardi    | 36       | 1       | ?            | ?            | 36+      | 1+     |
| P. Manzoni     | 23       | 0       | ?            | ?            | 23+      | 0+     |
| F. Noal        | 1        | 0       | ?            | ?            | 1+       | 0+     |
| C. Regalia     | 18       | 1       | ?            | ?            | 18+      | 1+     |
| G. Recagno     | 22       | 1       | ?            | ?            | 22+      | 1+     |
| F. Rondanini   | 7        | 0       | ?            | ?            | 7+       | 0+     |
| P. Sartore     | 32       | 9       | ?            | ?            | 32+      | 9+     |
| G. Taglioretti | 36       | 0       | ?            | ?            | 36+      | 0+     |
| G. Tapella     | 4        | -5      | ?            | ?            | 4+       | -5+    |
| P. Tumiati     | 3        | 0       | ?            | ?            | 3+       | 0+     |
| A. Vivian      | 38       | 5       | ?            | ?            | 38+      | 5+     |